# Fasolki (gra)

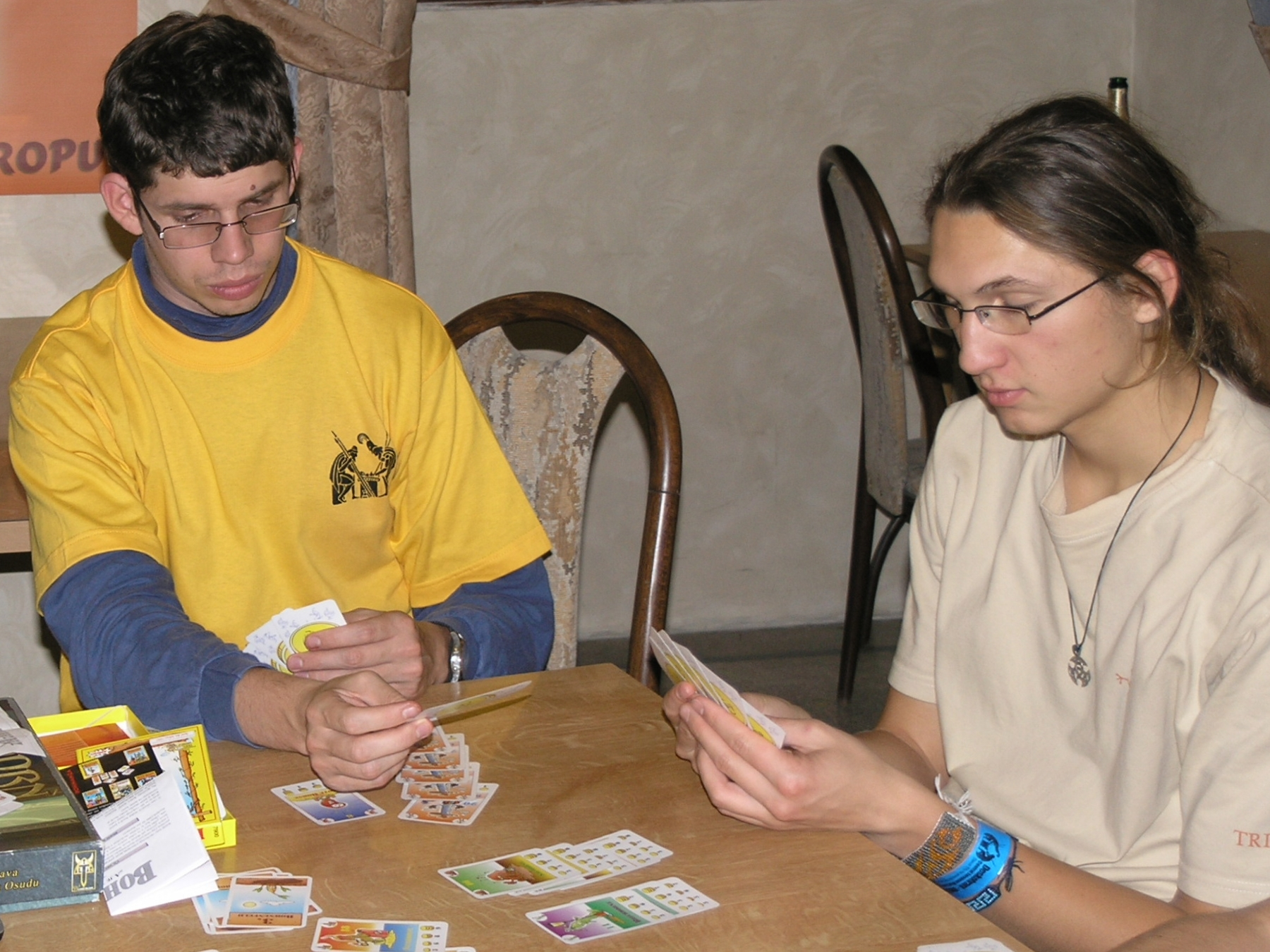
Fasolki

Fasolki - towarzyska gra karciana znana na świecie pod niemiecką nazwą Bohnanza. Pomysłodawcą jest Uwe Rosenberg, a autorem grafik Björn Pertoft. Po raz pierwszy wydana w 1997 została przez niemiecką firmę Amigo Spiele w języku niemieckim i Rio Grande Games w języku angielskim. W 2007 ukazała się polska wersja, wydana przez G3 Poland, która wizualnie praktycznie nie różni się od oryginału. Ogólnie przełożono grę na 8 języków, a w samych Niemczech sprzedano ponad 600 tysięcy egzemplarzy.
Fasolki znalazły się na 5. miejscu niemieckich gier roku w 1997, na 1. miejscu wśród gier karcianych (również w 1997), nominowana do Nederlandse Spellenprijs w 2003 i na liście wyborczej Spiel des Jahres w 1997.

## Zasady gry
W Fasolki może grać od 3 do 5 graczy. Zadaniem zawodników jest zbieranie kart z fasolkami (stąd nazwa gry - w języku niemieckim "Bohne" to fasola). Karty z fasolkami przedstawiają różne typy fasolek - gra polega na dobieraniu tych samych typów fasolek, a następnie „ścinaniu” ich, dzięki którym gracze otrzymują odpowiednią liczbę pieniędzy.
Gracze po kolei ciągną karty z talii, które mogą próbować wymienić na inne karty ze swoimi przeciwnikami. Karty, których nie uda się wymienić muszą zostać "posadzone" w odpowiednim miejscu, co często jest wbrew interesom gracza. Faza handlowa jest ważną częścią gry.
Zwycięzcą zostaje gracz, który po trzykrotnym zakończeniu zużyciu talii kart, będzie posiadał najwięcej punktów.
W pudełku z grą znajduje się 110 kart z fasolkami (fasolka – ogrodnik, fasolka – kowboj, fasolka – piroman, fasolka – grubas, fasolka – pijak, fasolka – hipis, fasolka – bokser i fasolka – golas) oraz instrukcja.

## Dodatki
Do podstawowej wersji z biegiem czasu dołączyło kilka dodatków. Wydane przez
- Bohnanza dodatek (1997, Erweiterungsset), zawierający dodatkowe karty gry i umożliwiający grę w 7 osób.
- La Isla Bohnitâ (1999) - dwa nowe rodzaje kart i inne dodatki (dodatek traktowany jako odpowiedź na Osadników z Catanu).
- High Bohn (2000)
- Mutabohn (2001)
- Ladybohn (2002) - pojawiają się fasolki typu żeńskiego
- Bohnaparte (2003) - dodatek utrzymany w klimacie wojen napoleońskich, zawiera elementy strategiczne.
- Dschingis Bohn (2003) - dodatek w klimatach wojen z Mongołami (atakowana jest Rzesza Fasolek - Bohnreich).
- Telebohn (2004)
- Rabohnzel (2005)
- Kannibohne (2006)

## Osobne gry, utrzymane w klimacie Fasolek
- Bohnkick (Das Wunder von Bohn) - gra piłkarska
- Space Beans (1999) - fasolki w przestrzeni kosmicznej
- Al Cabohne (2000) - klimaty mafijne, gra karciana dla 2 graczy
- Bohn Hansa (2002) - gra planszowa, w której gracz podróżuje po średniowiecznych miastach hanzeatyckich